# Stefania Terakowska
Stefania Terakowska (ps. Wanka, ur. 20 listopada 1924 w Różopolu, zm. 22 lipca 2021) – polska nauczycielka, działaczka harcerska, radna krotoszyńska, członkini Szarych Szeregów.

## Życiorys
Przed 1939 zapisała się do Związku Harcerstwa Polskiego. Podczas okupacji niemieckiej (1940) wstąpiła do Szarych Szeregów (grupa „Odrodzenie”, ul „Przemysław”). Była łączniczką w Krotoszynie i okolicy, m.in. transportowała materiały do miesięcznika „Drogowskaz" oraz wiadomości z nasłuchu radiowego, które przepisywała w Różopolu. Brała udział w tajnym nauczaniu, zbiórkach żywności i środków finansowych dla jeńców wojennych oraz więźniów niemieckich obozów koncentracyjnych.
W 1949 wstąpiła do Związku Nauczycielstwa Polskiego i ukończyła Państwowe Liceum Pedagogiczne w Krotoszynie. Potem została nauczycielką w Szkole Podstawowej w Lutogniewie. Ukończyła Wyższy Kurs Wychowania Fizycznego trzeciego stopnia oraz liczne kursy wakacyjne, a także Studium Nauczycielskie w Poznaniu (kierunek: matematyka i fizyka). Była sekretarzem i kronikarzem Koła Gospodyń Wiejskich, ławnikiem Sądu Rejonowego w Krotoszynie, radną dwóch kadencji Rady Miejskiej w Krotoszynie. Prowadziła zespół ludowy w Lutogniewie. Od lat 90. XX w. należała do Stowarzyszenia Szarych Szeregów (członka Światowego Związku Żołnierzy Armii Krajowej). W 1978 udała się na emeryturę.
Pochowano ją na cmentarzu w Lutogniewie.

## Odznaczenia
Została odznaczona: 
- Złotym Krzyżem Zasługi (1975),
- Medalem 40-lecia Polski Ludowej (1984),
- Złotą Odznaką ZNP (1987),
- Medalem Komisji Edukacji Narodowej (1988),
- Krzyżem Armii Krajowej (1995),
- Odznaką „Weteran Walk o Wolność i Niepodległość Ojczyzny” (1996),
- Srebrnym Krzyżem „Za Zasługi dla ZHP” (1996),
- Medalem „Zasłużony dla ZNP" (2000)[1].

Za służbę w Szarych Szeregach została 17 stycznia 2001 awansowana do stopnia podporucznika, a 11 grudnia 2003 na porucznika.